# Konstantin Höhlbaum

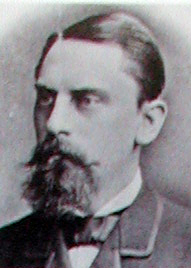
Konstantin Höhlbaum

Konstantin Johann Matthias Höhlbaum, född 8 oktober 1849 i Reval, Guvernementet Estland, Kejsardömet Ryssland (numera Tallinn), död 2 maj 1904 i Giessen, var en tysk historiker och arkivarie.
Höhlbaum blev docent i Göttingen 1875, stadsarkivarie i Köln 1880, vars arkiv han nyordnade, och professor i Giessen 1890. Han utgav "Hansisches Urkundenbuch" (tre band, 1876-86; band 4 utgavs 1896 av Karl Kunze), uppsatte tidskriften "Mitteilungen aus dem Stadtarchiv von Köln" (1882 ff.), utgav för Gesellschaft für rheinische Geschichtskunde "Das Buch Weinsberg, Kölner Denkwürdigkeiten aus dem 16. Jahrhundert" (två band, 1886-87, fortsatt av Friedrich Lau) och ledde bearbetningen av "Regesten der Erzbischöfe von Mainz" (1897).